# Bei Dao

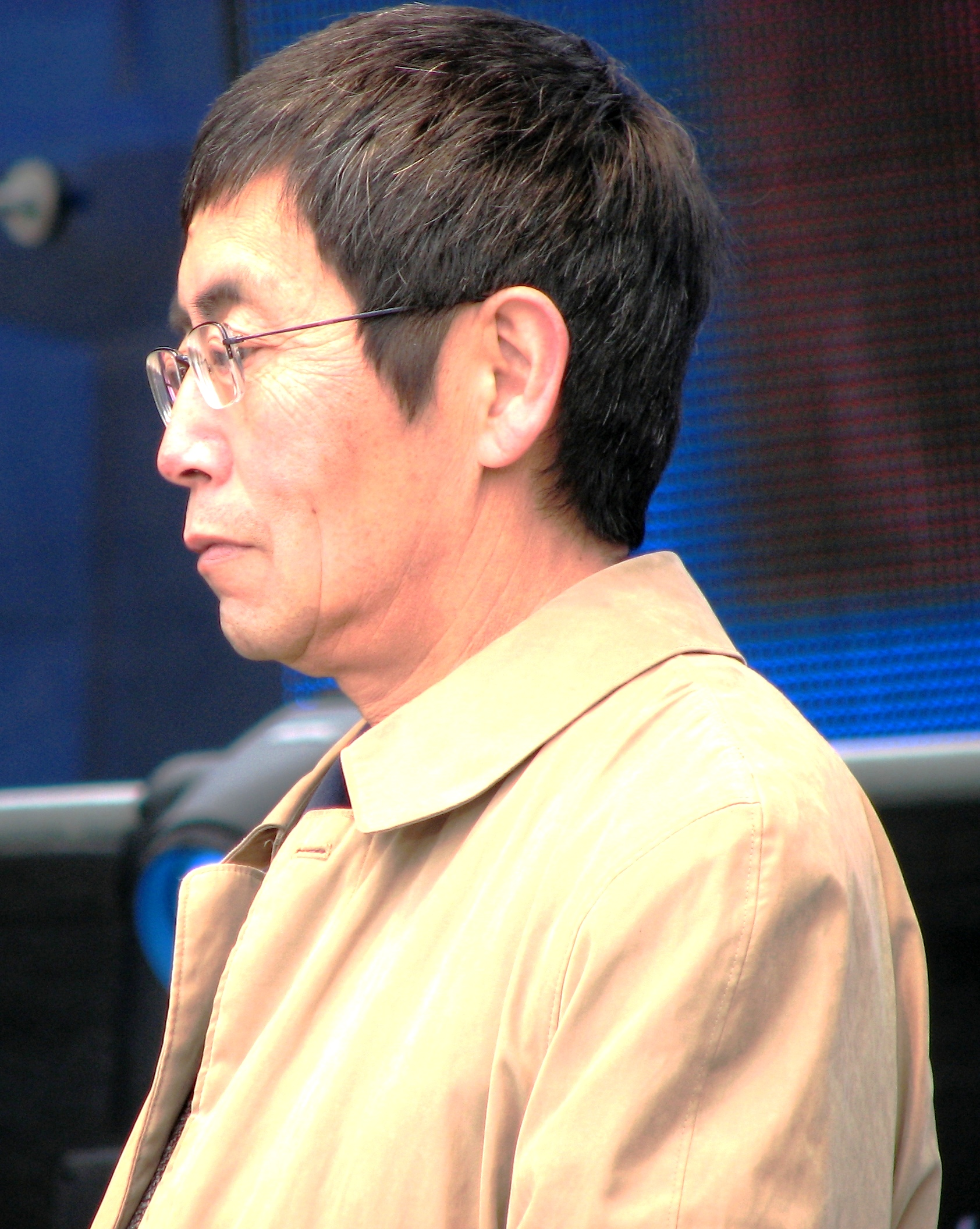
Bei Dao

Bei Dao (Chinees: 北岛, burgerlijke naam: Zhao Zhenkai, Chinees: 赵振开, Peking, 2 augustus 1949) is een Chinese essayist en dichter.

## Leven
Begin jaren zeventig (van de 20e eeuw) begon Bei Dao te schrijven, eerst gedichten, later, in 1974 ook een roman met de titel Golven (波动 Bodong). Door de politieke situatie van de Culturele Revolutie ontstond deze literatuur in het geheim en was alleen voor een uitgekozen lezerspubliek beschikbaar. In 1976, naar aanleiding van protesten op het Tiananmenplein schreef hij het gedicht Huida (回答, Het Antwoord). Dit werd de verzetshymne van de protestbeweging. Na de politieke ontspanning van 1978 stichtte Bei Dao met Mang Ke (芒克) het literaire tijdschrift Vandaag (今天 Jintian), dat in 1980 na aandringen van de regering haar bedrijf al weer moest stoppen.  In februari 1989 schreef Bei Dao een open brief aan Deng Xiaoping die door 40 leidende intellectuelen werd ondertekend. Hierin werd de vrijlating van Wei Jingsheng geëist en daarmee werd een brede campagne voor de mensenrechten begonnen. Tijdens de Tiananmenprotesten in 1989 was zijn gedicht Huida weer op posters te zien. In 1989 tijdens het bloedbad op het Tiananmenplein nam Bei Dao deel aan een literatuurkonferentie in Berlijn. Hij kon pas in 2006 in China terugkeren. 
Sinds 1987 heeft Bei Dao in Engeland, Duitsland, Noorwegen, Zweden, Denemarken, Nederland, Frankrijk en de Verenigde Staten geleefd. Nu is hij professor Oost-Aziatische Studies aan de Chinese Universiteit van Hongkong. Zijn werk werd in 25 talen vertaald.
Bei Dao neemt door zijn gedichten een belangrijke plaats in, in de geschiedenis van de contemporaire Chinese literatuur. Zijn stijl wordt vaak als obscuur beschreven (朦胧诗 menglong shi,  Hermetische Lyrik). Zijn gedichten lijken verwarringen van onverwachte beelden die verwijzen naar veel interpretaties in plaats van in een eenduidige richting te wijzen.
- Bibsys: 90323959
- Bibliothèque nationale de France: cb14037991n (data)
- Catàleg d'autoritats de noms i títols de Catalunya: 981058577424706706
- CiNii: DA02312999
- Gemeinsame Normdatei: 119083779
- International Standard Name Identifier: 0000 0004 3958 1762
- Library of Congress Control Number: n82236729
- Nationale Bibliotheek van Letland: 000119641
- Bibliotheek van het Japanse parlement: 00314795
- Nationale Bibliotheek van Tsjechië: jo2003163247
- Nationale bibliotheek van Australië: 36615858
- Nationale Bibliotheek van Israël: 987007446859805171
- Nationale en Universitaire bibliotheek Zagreb: 000650654
- Nederlandse Thesaurus van Auteursnamen: 072597429
- Réseau des bibliothèques de Suisse occidentale: 02-A000017602
- Istituto Centrale per il Catalogo Unico: MODV272501
- LIBRIS: 176402
- SNAC: w6h99wpq
- Système universitaire de documentation: 08268295X
- Trove: 832297
- Virtual International Authority File: 76284311
- WorldCat: E39PCjDC64jPj9rMW3QX9f7BHd